# دييغو كونها
دييغو كونها (10 فبراير 1986 بغيمارايش في البرتغال - ) هو لاعب كرة قدم برتغالي في مركز الوسط. لعب مع موريرينسي وF.C. Lixa ‏ وSC Mirandela ‏ وA.A. Avanca ‏ ونادي تشافيس ونادي أولهانينسي ونادي فييرينسي.

## روابط خارجية
- دييغو كونها على موقع قاعدة بيانات كرة القدم.إي يو (الإنجليزية)
- دييغو كونها على موقع Soccerway.com (الإنجليزية)
- دييغو كونها على موقع AS.com (الإسبانية)